# بيتر بليك (رسام)
بيتر بليك (بالإنجليزية: Peter Blake)‏ هو فنان ورسام بريطاني، ولد في 25 يونيو 1932 في دارتفورد ‏ في المملكة المتحدة.

## وصلات خارجية
- بيتر بليك على موقع الموسوعة البريطانية (الإنجليزية)
- بيتر بليك على موقع ميوزك برينز (الإنجليزية)
- بيتر بليك على موقع ديسكوغز (الإنجليزية)